# تیول (فرانسه)
تیول (به فرانسوی: Tulle) یک کمون (فرانسه) در مرکز فرانسه و به عنوان مرکز دپارتمان کورز در ناحیه نوول-آکتین واقع شده است. تیول ۲۴٫۴۴ کیلومتر مربع مساحت و ۱۴٬۳۲۵ نفر جمعیت دارد.

## خواهرخوانده
شهرهای شرندورف، ارنتریا، لوسادا، اسمولنسک، دوویله و بری (انگلستان) خواهرخوانده‌های تیول (فرانسه) هستند.